# Mạc Mậu Hợp
 (octobre 2018).
Si vous disposez d'ouvrages ou d'articles de référence ou si vous connaissez des sites web de qualité traitant du thème abordé ici, merci de compléter l'article en donnant les références utiles à sa vérifiabilité et en les liant à la section « Notes et références ».
Mạc Mậu Hợp (1560 - décembre 1592) est le cinquième empereur du Đại Việt (ancêtre du Viêt Nam) de la dynastie Mạc. Il règne de 1562 à 1592. 